# Silvio I Nimrod di Württemberg-Oels
Silvio I Nimrod di Württemberg-Oels (Weiltingen, 2 maggio 1622 – Brzezinka, 24 aprile 1664) è stato Duca di Württemberg-Oels.

## Biografia
Silvio era figlio del duca Giulio Federico di Württemberg-Weiltingen e di Anna Sabina di Schleswig-Holstein-Sonderburg. Nel 1638 entrò in servizio come militare nell'esercito di Bernardo di Sassonia-Weimar e partecipò all'assedio di Breisach.
Il 1º maggio 1647 sposò a Oels, Elisabetta Maria di Münsterberg-Oels il cui padre, il duca Carlo Federico I di Münsterberg-Oels, morì poche settimane dopo e dal momento che ella era l'unica sua erede, Silvio ascese a quel trono col titolo di duca ereditando anche la pretesa sul trono di Boemia che suo suocero deteneva in quanto discendente di Giorgio di Podebrady. Il ducato si trovava entro i confini del Regno di Boemia ed era sempre stato uno dei territori formalmente estranei al controllo diretto degli Asburgo che da diverso tempo detenevano il controllo sull'area. L'Imperatore Ferdinando III d'Asburgo era interessato ad acquisire l'area, ma Silvio era irremovibile. Il duca poté mantenere la propria area solo dopo il pagamento di 20 000 fiorini e la cessione della signoria di Jevišovice in Moravia, e l'accordo venne siglato a Vienna il 15 dicembre 1648.
Dopo le problematiche emerse con la Guerra dei Trent'anni, Silvio I si rivolse alla ricostruzione del proprio paese. Nel 1652 fondò l'Ordine del teschio sotto l'influenza del suo medico personale, il rosacrociano Angelus Silesius. Matthäus Apelle von Löwenstern fu dal 1639 membro del suo consiglio privato.
Il 26 aprile 1664 Silvio I Nimrod morì durante una sua visita al castello di Brzezinka.

## Matrimonio e figli
Il 1º maggio 1647 Silvio sposò a Oels Elisabetta Maria di Münsterberg-Oels (1625-1686). La coppia ebbe i seguenti figli:
- Carlo Ferdinando (1650–1669)
- Anna Sofia (1650–1669)
- Silvio II Federico (1651–1697), duca di Württemberg-Oels

sposò 1672 Eleonora Carlotta di Württemberg-Montbéliard (1656-1743)
- Cristiano Ulrico I (1652–1704), duca di Württemberg-Bernstadt, sposò

nel 1672, Anna Elisabetta di Anhalt-Bernburg (1647-1680)
nel 1683, Sibilla Maria di Sassonia-Merseburg (1667-1693)
nel 1695 Sofia Guglielmina della Frisia orientale (1659-1698)
nel 1700 Sofia di Meclemburgo-Güstrow (1662-1738)
- Giulio Sigismondo (1653–1684), duca di Württemberg-Juliusburg

sposò nel 1677 Anna Sofia di Meclemburgo-Schwerin (1647-1726)
- Cunegonda Giuliana (1655-1655)
- Silvio (1660-1660)

## Ascendenza
|                                                     |                                    |                                              | Genitori                                        |  |  | Nonni |  |  | Bisnonni                                    |  |  | Trisnonni                                     |  |
|                                                     |                                    |                                              |                                                 |  |  |       |  |  | 8. Georg I, conte di Württemberg-Mömpelgard |  |  | 16. Heinrich, conte di Württemberg-Mömpelgard |  |
|                                                     |                                    |                                              |                                                 |  |  |       |  |  | 8. Georg I, conte di Württemberg-Mömpelgard |  |  | 16. Heinrich, conte di Württemberg-Mömpelgard |  |
|                                                     |                                    | 17. Eva von Salm                             |                                                 |  |  |       |  |  | 8. Georg I, conte di Württemberg-Mömpelgard |  |  |                                               |  |
| 4. Friedrich I, duca del Württemberg                |                                    |                                              |                                                 |  |  |       |  |  | 8. Georg I, conte di Württemberg-Mömpelgard |  |  |                                               |  |
|                                                     |                                    | 9. Barbara von Hessen                        | 18. Philipp I, langravio d'Assia                |  |  |       |  |  |                                             |  |  |                                               |  |
|                                                     |                                    | 9. Barbara von Hessen                        | 18. Philipp I, langravio d'Assia                |  |  |       |  |  |                                             |  |  |                                               |  |
|                                                     |                                    | 9. Barbara von Hessen                        | 19. Christina von Sachsen                       |  |  |       |  |  |                                             |  |  |                                               |  |
| 2. Julius Friedrich, duca di Württemberg-Weiltingen |                                    | 9. Barbara von Hessen                        |                                                 |  |  |       |  |  |                                             |  |  |                                               |  |
|                                                     |                                    | 10. Joachim Ernst, principe di Anhalt        | 20. Johann IV, principe di Anhalt-Zerbst        |  |  |       |  |  |                                             |  |  |                                               |  |
|                                                     |                                    | 10. Joachim Ernst, principe di Anhalt        | 20. Johann IV, principe di Anhalt-Zerbst        |  |  |       |  |  |                                             |  |  |                                               |  |
|                                                     |                                    | 10. Joachim Ernst, principe di Anhalt        | 21. Margareta von Brandenburg                   |  |  |       |  |  |                                             |  |  |                                               |  |
| 5. Sibylla von Anhalt                               |                                    | 10. Joachim Ernst, principe di Anhalt        |                                                 |  |  |       |  |  |                                             |  |  |                                               |  |
|                                                     |                                    | 11. Agnes von Barby-Mühlingen                | 22. Wolfgang I, conte di Barby-Mühlingen        |  |  |       |  |  |                                             |  |  |                                               |  |
|                                                     |                                    | 11. Agnes von Barby-Mühlingen                | 22. Wolfgang I, conte di Barby-Mühlingen        |  |  |       |  |  |                                             |  |  |                                               |  |
|                                                     |                                    | 11. Agnes von Barby-Mühlingen                | 23. Agnes von Mansfeld                          |  |  |       |  |  |                                             |  |  |                                               |  |
| 1. Silvius I Nimrod, duca di Württemberg-Oels       |                                    | 11. Agnes von Barby-Mühlingen                |                                                 |  |  |       |  |  |                                             |  |  |                                               |  |
|                                                     | 12. Christian III, re di Danimarca | 24. Frederik I, re di Danimarca              |                                                 |  |  |       |  |  |                                             |  |  |                                               |  |
|                                                     | 12. Christian III, re di Danimarca | 24. Frederik I, re di Danimarca              |                                                 |  |  |       |  |  |                                             |  |  |                                               |  |
|                                                     | 12. Christian III, re di Danimarca | 25. Anna von Brandenburg                     |                                                 |  |  |       |  |  |                                             |  |  |                                               |  |
| 6. Johann, duca di Schleswig-Holstein-Sonderburg    | 12. Christian III, re di Danimarca |                                              |                                                 |  |  |       |  |  |                                             |  |  |                                               |  |
|                                                     |                                    | 13. Dorothea von Sachsen-Lauenburg           | 26. Magnus I, duca di Sassonia-Lauenburg        |  |  |       |  |  |                                             |  |  |                                               |  |
|                                                     |                                    | 13. Dorothea von Sachsen-Lauenburg           | 26. Magnus I, duca di Sassonia-Lauenburg        |  |  |       |  |  |                                             |  |  |                                               |  |
|                                                     |                                    | 13. Dorothea von Sachsen-Lauenburg           | 27. Katharina von Braunschweig-Wolfenbüttel     |  |  |       |  |  |                                             |  |  |                                               |  |
| 3. Anna Sabina von Schleswig-Holstein-Sonderburg    |                                    | 13. Dorothea von Sachsen-Lauenburg           |                                                 |  |  |       |  |  |                                             |  |  |                                               |  |
|                                                     |                                    | 14. Joachim Ernst, principe di Anhalt (= 10) | 28. Johann IV, principe di Anhalt-Zerbst (= 20) |  |  |       |  |  |                                             |  |  |                                               |  |
|                                                     |                                    | 14. Joachim Ernst, principe di Anhalt (= 10) | 28. Johann IV, principe di Anhalt-Zerbst (= 20) |  |  |       |  |  |                                             |  |  |                                               |  |
|                                                     |                                    | 14. Joachim Ernst, principe di Anhalt (= 10) | 29. Margareta von Brandenburg (= 21)            |  |  |       |  |  |                                             |  |  |                                               |  |
| 7. Agnes Hedwig von Anhalt                          |                                    | 14. Joachim Ernst, principe di Anhalt (= 10) |                                                 |  |  |       |  |  |                                             |  |  |                                               |  |
|                                                     |                                    | 15. Eleonore von Württemberg                 | 30. Christoph, duca del Württemberg             |  |  |       |  |  |                                             |  |  |                                               |  |
|                                                     |                                    | 15. Eleonore von Württemberg                 | 30. Christoph, duca del Württemberg             |  |  |       |  |  |                                             |  |  |                                               |  |
|                                                     |                                    | 15. Eleonore von Württemberg                 | 31. Anna Maria von Brandenburg-Ansbach          |  |  |       |  |  |                                             |  |  |                                               |  |
|                                                     |                                    | 15. Eleonore von Württemberg                 |                                                 |  |  |       |  |  |                                             |  |  |                                               |  |